# Mell (chanteuse française)
Pour les articles homonymes, voir Mell.
 (août 2016).
Si vous disposez d'ouvrages ou d'articles de référence ou si vous connaissez des sites web de qualité traitant du thème abordé ici, merci de compléter l'article en donnant les références utiles à sa vérifiabilité et en les liant à la section « Notes et références ».
Mell ou MeLL (Mélanie Frisoli), née le 28 novembre 1982 à Nancy,, est une auteure-compositrice-interprète et guitariste française, qui navigue entre la chanson, le punk et le rock.

## Biographie
Mell naît au début des années 1980 en Lorraine et est tout d'abord sportive de haut niveau en handball,.
Elle donne son premier concert à Metz à la fin de l'an 2000. En 2001 elle rencontre des musiciens après quelques concerts en solo : Nathalie Sibille à la batterie, Fabien Pilard à la basse (grâce auquel elle fera ses premiers enregistrements), Gilles Feyer à la trompette et Guillaume Lebowski au trombone et au tuba. Ils font ensemble de nombreux concerts dans les bars de Metz et de Lorraine. 
Elle se fait repérer par le label nancéien A.N.D music (Les Double Nelson, Les Amis de ta femme…) en 2002. Les scènes sont de plus en plus grosses. Elle joue notamment aux NJP à Nancy (Nancy Jazz Pulsations).
En septembre 2003, elle sort son premier album, intitulé Mon pied en pleine face, et part en tournée dans toute la France pour la première fois. L'album reçoit de bonnes critiques[réf. nécessaire], mais Mell cherche à s'extirper au plus vite de l'étiquette « nouvelle chanson française ». En 2004 elle joue aux Francofolies de La Rochelle, au Printemps de Bourges (où elle reçoit le prix Sacem[réf. nécessaire]) et participe à de nombreux concerts notamment avec Miossec, Camille, les Wampas.
En octobre 2005 sort son second album, Voiture à pédales, plus aiguisé, plus rock[réf. nécessaire]. Il a été enregistré dans les Vosges durant quinze jours. En mai 2007, lors du festival Alors Chante, Mell gagne le prix Félix Leclerc, avec à la clé une programmation aux FrancoFolies de Montréal. C'est d'ailleurs « une habituée des festivals québécois ».
Pour son 3e album, C'est quand qu'on rigole, qui sort en septembre 2007, Mell change de label et atterrit chez Mon Slip, le label des Têtes Raides. Elle change aussi de musiciens et est notamment aidée aux arrangements par Édouard Romano, trompettiste (avec qui elle a tourné en duo par ailleurs). Pour cette tournée, Mell joue beaucoup en France mais aussi au Québec avec son nouveau groupe composé de 4 musiciens (Édouard Romano, Julien Petit, Hervé Rouyer et Emmanuel Harang).
En 2008, Mell s'enferme pour composer les titres de l'album suivant, Western Spaghetti. Pour la première fois, elle va donc maquetter seule chez elle. Elle part ensuite à Berlin et rencontre Toby Dammit (batteur d'Iggy Pop, des Swans ou de The Residents) pour réaliser son prochain album. À la guitare, on trouve Kid Congo (The Gun Club, The Cramps, Nick Cave) et à la basse Randy Twigg. Sur l'album, des membres du groupe Calexico viennent lui prêter main-forte. Ensemble, ils feront une dizaine de dates en France et en Tunisie. L'album sort finalement en avril 2011. Mell part en tournée avec des musiciens français (Hervé Legeay aux guitares, Fanny Lasfargues à la contrebasse, Benjamin Vairon à la batterie) pendant un an et demi.
Fin 2011, elle quitte le label Mon Slip, et commence à travailler sur son nouvel album Relation Cheap. Fin 2012, elle part en tournée en solo, avec boîtes à rythmes et divers bazars[Quoi ?].
Relation Cheap sort en 2013 ; il est qualifié par le critique de RFI musique de « disque bricolé et direct » qui montre tout le « chemin parcouru ». Il s'ensuit une tournée notamment aux Francofolies de Montréal et à celles de La Rochelle.
Mell part fin 2014 à Montréal au Québec pour étudier le métier d'ingénieur du son et composer son 6e (et double) album, Déprime & Collation, qui est sorti en France en novembre 2016. Il marque un tournant, car il est constitué pour moitié de morceaux instrumentaux voire expérimentaux. L'album reçoit de très belles critiques[réf. nécessaire] et est considéré[Par qui ?] comme très aventureux.
Fin 2017, Mell décide de mettre sa carrière musicale entre parenthèses et se tourne vers l'enseignement des techniques du son et de production musicale, tout en poursuivant des études en Musiques Numériques à l'Université de Montréal.

## Discographie
- 2003 : Mon pied en pleine face (A.N.D music/Tripsichord)
- 2005 : Voiture à pédales (And Music/Atoll)
- 2007 : C'est quand qu'on rigole (Mon slip / Warner)
- 2011 : Western Spaghetti (Mon Slip/Tôt ou Tard/Wagram)
- 2013 : Relation Cheap (ArtDisto/L'autre distribution)
- 2016 : Déprime & Collation - Double Album (ArtDisto/L'autre distribution)

### Participations
- 2005 : Les Claquettes sur L'Amour et l'eau fraîche d'Eddy (la) gooyasth
- 2007 : Anawah de Mon côté punk (titre : La Crête)
- 2008 : Tous ces mots terribles - Hommage à François Béranger (titre : Manifeste en duo avec Têtes Raides)
- 2008 : Le Goût du sans de Syrano (titre : Bleu - avec Fredo des Ogres de Barback, Imbert Imbert, François Hadji-Lazaro, Batlik, Mourad de La Rue Kétanou)

## Livres
- 2005 : À la reine des guenons (recueil uniquement disponible avec Voiture à pédales)
- 2008 : Qultures suivi de L'Amour avec un gros tas (éditions Vivre Livre-Entre deux)
- 2011 : Lucky Looser (aux éditions du Gouteur chauve)